# 16019 Edwardsu
A 16019 Edwardsu (ideiglenes jelöléssel 1999 CL69) a Naprendszer kisbolygóövében található aszteroida. A LINEAR projekt keretében fedezték fel 1999. február 12-én.